# Henry Tenré
Henry Tenré (Saint-Germain-en-Laye, 1854 – Parigi, 1926) è stato un pittore francese.
Dipinse paesaggi e scene di genere nello spirito della Belle époque.

## Biografia
Trascorse l'infanzia nell'ambiente borghese di Saint-Germain-en-Laye e sin da piccolo frequentò le mostre che si tenevano nel castello.

Studiò alla École des Beaux-Arts di Parigi con Edmond Yon (1836-1897), paesaggista della Scuola di Barbizon. Divenne poi allievo di Gustave Boulanger e di Jules Lefebvre che gli insegnarono l'arte del ritratto.

Debuttò al Salon nel 1883 e continuò ad esporvi le sue opere per tutta la vita. Nel 1891 ottenne una menzione d'onore e nel 1911 una medaglia d'argento. All'Expo del 1900 vinse una medaglia di bronzo.

Sempre nel 1900 fu nominato Cavaliere della Legion d'Onore.

Tenré morì a Parigi nel 1926.
I suoi quadri, pur non denotando alcuna inclinazione per i movimenti moderni di fine e inizio secolo, si mantengono nello spirito della Belle époque, con una grande onestà tecnica e compositiva. Dipinse scene di genere e scene mondane, ritratti raffinati e paesaggi, vedute del castello di Versailles e dell'interno del parco, e anche scene d'interni e ritratti di personaggi eleganti.

## Opere
- Bretonnes à l'église
- Manège paré de l'Étrier le 11 mai 1900 en l'honneur des ducs de Chartres
- Jeune femme à sa toilette,
- Le Salon de Jacques Doucet, rue Spontini
- Un salon français
- Un petit salon dans un hôtel particulier parisien
- Intérieur du château de Fontainebleau
- La Perspective du Grand Canal de Versailles
- Flamenco
- L'Abreuvoir de l'Olympia à l'entracte
- Salle des boiseries Louis XV du musée Carnavalet
- L'Attente
- Jardin du Musée Carnavalet sous la neige

## Musei
Lista parziale  
- Parigi, Museo Carnavalet : Le Jardin du musée Carnavalet ; effet de neige, 1905, olio su tela;
- Parigi, Museo delle arti decorative;
- Parigi, Museo d'Orsay : Le Carrosse du Saint Sacrement, olio su legno;